# Cheondoisme

Cheondoisme, o chondoisme en les fonts de Corea del Nord (coreà: Cheondogyo; hanja 天道教; hangul 천도교; literalment: "Religió del Camí Celestial"), és un moviment religiós coreà del segle xx, basat en el moviment confuncià del segle xix fundat per Choe Je-u i codificat per Son Byeong-hui. El Cheondoisme té el seu origen en les rebel·lions de camperols iniciades el 1812 durant la Dinastia Joseon.
El Cheondoisme és essencialment d'origen confucià, però incorpora elements del xamanisme coreà. Posa en èmfasi en el cultiu de la persona, el benestar en el món, i rebutja la noció de vida després de la mort. Un moviment relacionat és el Suwunisme.

## Etimologia
"Cheondoisme" en cheon significa "Cel", do significa "Camí" (escrit amb el mateix caràcter del xinès Tao), i gyo significa "religió", "ensenyament", "-isme".

## Pràctiques
El Cheondoisme refusa la noció de després de la vida i en el seu lloc treballa per crear un paradís a la terra a través de la pau, les virtuds morals i la propietat confunciana, i superar els costums desfasats de la societat coreana.
Amb el temps el Cheondoisme també ha adaptat elements d'altres tradicions religioses coreanes incloent el taoisme i el budisme.